# 淵胸舌鮨
淵胸舌鮨（學名：Bathystethus cultratus）為輻鰭魚綱日鱸目蝎魚科淵胸舌鮨屬的其中一種，傳統上歸類於鱸形目舵魚科。
本魚分布於西南太平洋的澳洲及紐西蘭海域，體呈紡錘型，體色為銀灰色，腹部銀白色，尾鰭叉形，體長可達30公分，棲息在表層水域，以浮游生物為食。